# 高世芳
高世芳（1560年—？），字德芳，號春宇，河南懷慶府河內縣人，軍籍，明朝政治人物。

## 生平
萬曆四年（1576年）丙子科河南鄉試第四十三名，萬曆十一年（1583年）癸未科會試第二百二名，登二甲第四十名進士。兵部觀政，十二年授山东曹州知州，十六年升任镇江府同知，二十一年升湖广佥事，二十二年丁憂。二十七年補陕西佥事，三十年加升副使，三十四年加按察使，三十五年丁憂。

## 家族
曾祖高科，曾任王府引禮舍人；祖父高照，曾任王府引禮舍人；父高梧，曾任縣主簿。母何氏；繼母朱氏。重庆下。